# Coccus cajani
Coccus cajani är en insektsart som först beskrevs av Robert Newstead 1917.  Coccus cajani ingår i släktet Coccus och familjen skålsköldlöss.
Artens utbredningsområde är Nigeria. Inga underarter finns listade i Catalogue of Life.